# Aspilus corniger
Aspilus corniger är en skalbaggsart som beskrevs av John Obadiah Westwood 1874. Aspilus corniger ingår i släktet Aspilus och familjen Cetoniidae. Inga underarter finns listade.